# La sposa siriana
La sposa siriana (in inglese The Syrian Bride) è un film del 2004 diretto da Eran Riklis.

## Trama
La trama si svolge nel 2000 a Majdal Shams, cittadina sulle alture del Golan, territorio siriano occupato da Israele dal 1967. La comunità è in fermento e festeggia l'elezione a presidente della Siria di Bashar al-Asad. La famiglia di Mona, giovane ragazza drusa, è alle prese con i preparativi del suo matrimonio. La ragazza è promessa a un famoso attore siriano residente a Damasco. La frontiera è chiusa da decenni e non può essere attraversata, tanto che i parenti ai suoi due lati comunicano con l'ausilio di megafoni. Per poter permettere l'unione dei due sposi, la famiglia ha aspettato cinque mesi per poter ottenere un permesso per far attraversare alla sposa il confine. Mona, giù reduce di un precedente matrimonio fallito, è affranta per il fatto che non potrà più rivedere la propria famiglia una volta giunta in territorio siriano.
Il padre di Mona, Hammed, è un noto nazionalista siriano, rispettato dalla comunità per il suo attivismo e per essere stato in passato incarcerato dagli israeliani. Il commissario israeliano Simon vieta a Hammed di raggiungere il valico di frontiera, costituente una zona militare, precludendogli quindi di salutare per l'ultima volta la figlia. A presenziare al matrimonio vi sono poi i tre fratelli di Mona: Amal, Marwan e Hattem. Amal vive un rapporto difficile con il marito Amin, dal momento che questi non le vuole permettere di conseguire gli studi, timoroso di proteggere il suo onore, già compromesso dallo stile di vita liberale della moglie e delle due figlie, la più grande delle quali è innamorata di un collaborazionista. La presenza di Hattem complica la situazione: l'uomo infatti era stato scomunicato per aver sposato Evelyna, una donna russa, e non comunicava con i propri genitori da otto anni. Hattem arriva con la moglie e il figlioletto Hammed e vengono calorosamente accolti dalla madre e dai fratelli, ma ricevono il rifiuto del padre Hammed; gli anziani della comunità, che hanno comunque una grande stima per Hammed, avvertono quest'ultimo che se avesse permesso la partecipazione del figlio Hattem al matrimonio sarebbe stato scomunicato anch'egli.
In seguito alle manifestazioni in onore del nuovo presidente, alle quali Hammed partecipa, e ai festeggiamenti matrimoniali, il corteo nuziale si dirige alla frontiera, dove dall'altro lato la numerosa famiglia dello sposo è in attesa di Mona. Il ruolo di intermediario tra le autorità israeliane e quelle siriane è ricoperto da Jeanne, ufficiale dell'UNDOF e precedentemente impegnata in una relazione con Marwan, mentre ad occuparsi del lasciapassare è Joseph, funzionario del ministero dell'interno israeliano giunto da Gerusalemme. Jeanne non viene avvertita dell'aggiornamento delle procedure burocratiche israeliane, che impongono l'apposizione di un timbro israeliano nel documento di Mona. Il documento viene rifiutato dall'ufficiale siriano, in quanto quel timbro rappresenta di fatto la sovranità israeliana sulle alture del Golan, non riconosciuta dalla Siria. Dopo disperati tentativi di mediazione di Jeanne, oltre a svariate telefonate senza risposta da parte di Joseph alle autorità governative israeliane e dello sposo al presidente al-Asad, Joseph decide di applicare del bianchetto per cancellare il timbro israeliano.
Il commissario Simon si presenta per arrestare Hammed, giunto comunque al valico di frontiera, ma viene fermato da Hattem, che si presenta come un avvocato e chiede a Simon di presentargli un mandato. Simon lascia quindi libero Hammed, il quale, sollevato anche dalla risoluzione delle problematiche burocratiche, riabbraccia il figlio. Quando però Jeanne raggiunge la caserma siriana, scopre che l'ufficiale è partito per Damasco e al suo posto trova un sostituto, che non intende accettare il documento con il bianchetto. Esausta, Jeanne riferisce ai familiari di Mona che non c'è più nulla da fare e se ne va, inseguita da tutti i presenti. In quel momento, Mona, inosservata, prende la decisione di attraversare comunque il confine, rivolgendo un ultimo sorriso alla sorella Amal, la quale, vedendola e accomiatandola anch'ella un'ultima volta, si allontana.

## Riconoscimenti
- 2004 - Montreal World Film Festival
  - Grand Prix (Miglior film)
- 2004 Flanders International Film Festival
  - Miglior sceneggiatura
- 2004 Festival internazionale del film di Locarno
  - Premio del pubblico
- 2005 Bangkok International Film Festival
  - Golden Kinnaree Award (Miglior film)
- 2005 European Film Awards
  - Candidatura per la Miglior attrice - Hiam Abbass